# 七氧化四铽
七氧化四铽的化学式写作Tb4O7，它实际上是由十二氧化七鋱Tb7O12和二十氧化十一鋱Tb11O20组成的混合物。

## 性质
棕褐色无定形粉末，不溶于水，溶于热浓酸中生成铽(Ⅲ)盐类。七氧化四铽与1:1浓乙酸和盐酸混酸中回流反应半小时，发生歧化生成二氧化铽和三氯化铽。
{\displaystyle {\rm {\ Tb_{4}O_{7}+6HCl\rightarrow 2TbO_{2}+2TbCl_{3}+3H_{2}O}}}

## 制备
硝酸铽、碳酸铽或硫酸铽溶液与氢氧化钠作用沉淀出氢氧化铽，经过滤、灼烧，制得七氧化四铽。
{\displaystyle {\rm {\ 4Tb(OH)_{3}+{\tfrac {1}{2}}O_{2}\rightarrow Tb_{4}O_{7}+6H_{2}O}}}

## 用途
用作钇铝和钇铁石榴石掺入剂、荧光粉活化剂、制取金属铽的原料，以及作X射线增感纸用荧光体。